# Ivan Petunin
Ivan Vitalyevich Petunin (en russe : Иван Витальевич Петунин) est né le 24 mai 1995 et est mort le 30 septembre 2022. Mieux connu sous le nom de Walkie, il était un artiste de hip-hop et rappeur de battle russe. 
Pétounine s'est suicidé à la suite de la mobilisation russe de 2022 pour la guerre russo-ukrainienne, affirmant, dans une vidéo publiée sur Telegram, qu'il refusait de tuer un autre homme,,. Il a sorti un album avant de sauter du 11ème étage d'un immeuble de grande hauteur dans sa ville natale de Krasnodar,.

## Biographie
Ivan Petunin est né le 24 mai 1995 à Belorechensk. Il s'intéresse au rap à l'âge de 14 ans après avoir écouté Eminem et 2Pac. Il rejoint l'armée.

### Première popularité
De retour de l'armée en 2016, il s'installe à Saint-Pétersbourg et commence à participer à des battles de rap sur le site #SLOVOSPB. Vanya a été évoquée pour la première fois après une battle avec le rappeur Abbalbisk. Plus tard, il s’est avéré que le combat était une mise en scène. L'année 2017 s'est avérée être l'année la plus productive de la carrière de Vanya. Il a sorti plusieurs albums et participé à des dizaines de battles, dont certains sur Versus,,,.

### Problèmes de santé
Dans un contexte de grande fatigue, les abonnés de la chaîne Walkie ont commencé à remarquer son comportement étrange, Ivan Petunin prononçait des phrases incohérentes, sautant d'un sujet à l'autre,. Après cela, l'épouse et la mère du rappeur l'ont placé dans un hôpital psychiatrique pendant un mois et demi, où on lui a diagnostiqué une manie et une schizophrénie. Après avoir quitté l'hôpital, Petunin a été ramené chez lui par sa femme. Il a sauté du troisième étage de son appartement, se cassant la colonne vertébrale. Sa femme l’a finalement quitté, ce qui a encore affecté d'avantage son état mental. Plus tard, Walkie a sorti un album sur cette période de sa vie, Wolves in a Psychiatric Hospital.

### Mort
Le 30 septembre 2022, sur sa chaîne Telegram, Ivan a diffusé une vidéo de suicide dans laquelle il déclarait qu'en raison de la mobilisation et de l'invasion russe de l'Ukraine dont elle découlait, il avait décidé de se suicider. Il avait 27 ans. Le jour de sa mort, il a également sorti un album faisant ses adieux,.